# Delia Weber
Delia Mercedes Weber Pérez (Santo Domingo, 23 de octubre de 1900-Santo Domingo, 28 de diciembre de 1982) fue una profesora, artista, poeta y actriz de cine dominicana, además de feminista y defensora del sufragio femenino. A través de su escritura y pintura, retrató el mundo en el que vivía y las restricciones impuestas a su vida. Al fundar varios clubes culturales y feministas, Weber navegó con éxito los años de Trujillo, ayudando a obtener los derechos civiles y políticos de las mujeres.

## Infancia
Delia Mercedes Weber Pérez nació el 23 de octubre de 1900 en el barrio de Santa Bárbara de Santo Domingo, República Dominicana, hija de la dominicana, Enriqueta Pérez y el curazaleño, Juan Esteban Weber Sulié (también conocido como Johann Stephan Weber). Su padre era un orfebre que había inmigrado a la República Dominicana desde Curazao. Su abuelo paterno, Alfred von Weber, cuya ascendencia se remonta a Dresde, era un músico que había emigrado de Ámsterdam al Caribe y se casó con Pauline Sulié, una mujer nativa de Curazao. A los doce años ingresó en el Liceo Núñez de Cáceres, egresando de sus estudios primarios superiores en 1914. Comenzó sus estudios de arte en 1917, en la Academia de Dibujo, Pintura y Escultura, bajo la tutela de Abelardo Rodríguez Urdaneta y al año siguiente ingresó al Instituto de Señoritas "Salomé Ureña". Se graduó de esta escuela con una licenciatura en ciencias naturales y luego completaría la escuela normal de la institución. También estudió arte con Adolfo Obregón y Celeste Woss y Gil.

## Carrera
En 1918, Weber comenzó a publicar poemas en la revista Fémina  y pronto comenzó a formar parte del consejo editorial del periódico, el primer periódico feminista del país dirigido por Petronila Angélica Gómez. Cuando terminó su educación, Weber comenzó a enseñar arte en varias escuelas de Santo Domingo, incluida la Escuela Normal de Varones de Santo Domingo, el Instituto de Señoritas Salomé Ureña y el Liceo Juan Pablo Duarte. En 1923, se unió a la primera organización feminista del país, también fundada por Gómez, el Comité Central Feminista Dominicano (CCFD), la rama local de la Liga Internacional de Mujeres Ibéricas e Hispanoamericanas. Estos primeros grupos feministas fueron parte del movimiento nacionalista de oposición a la ocupación estadounidense. Weber escribió artículos que fueron publicados en Democracia de Puerto Rico, El Ateneo de Honduras, El Diario de Medellín, México Moderno en la Ciudad de México, Proa de Argentina y otros.
En 1923, apareció en el film, Las emboscadas de Cupido, el segundo largometrajde de Francisco Arturo Palau, pionero dominicano del cine. Su aparición en la película, la convirtió en una de las primeras actrices de la República Dominicana. Al poco tiempo de terminar el rodaje, Weber se casó con Máximo Coiscou y Henríquez, con quien tendría un hijo, Rodolfo Coiscou Weber al año siguiente. Durante la década posterior al matrimonio de Weber y Coicou, alternarían la vida en Europa con la de Santo Domingo, ya que él era diplomático y el encargado de la Misión Oficial Dominicana de Investigación en los Archivos de España y Francia. Vivieron en varias ocasiones en Austria, Francia y España. Cuando la pareja salió por primera vez de la República Dominicana, llegaron a Sevilla y más tarde se trasladaron a Madrid. Weber trabajó con las Hermanas de la Caridad en Madrid, que habían fundado una guardería y un hogar para huérfanos. También vivió en París, Suiza y Viena y durante este tiempo añadió tres hijos más a la familia, Enrique, Antonio y Salvador Coiscou Weber. Sus trabajos en su primera fase (1920-1930) tendían a ser figuras monocromas o meditaciones de piedad afectiva.
En agosto de 1927 Weber regresó a Santo Domingo con su suegra, Altagracia Henríquez Perdomo de Coiscou. El feminismo había disminuido en la isla después de que terminó la ocupación estadounidense, para revivir el movimiento, pero darle un nuevo enfoque al movimiento, Weber y Abigail Mejía Solière fundaron el Club Nosotras en 1927. El club se centró ampliamente en la promoción de las artes y cultura, pero también participaron en la consecución del sufragio. En 1931, el club se reorganizó como Acción Feminista Dominicana (AFD) con Mejía como directora general y Weber como secretaria general. La organización se convertiría en el grupo feminista más importante de la época. En 1934, el matrimonio de Weber terminó, después de una década tumultuosa caracterizada por los ataques de celos y alcoholismo de su esposo. Comenzó a publicar de nuevo; muchas obras que había escrito en la década de 1920, como "Accuas vivas", se publicaron por primera vez después de la disolución de su matrimonio. También entró en la segunda fase de su desarrollo pictórico, que se extendió aproximadamente entre 1930 y 1960. Durante este período, la formación clásica de Weber fue evidente en la mayoría de los retratos y naturalezas muertas que produjo. Su paleta constaba de cuatro colores principales: negro, marrón, verde y amarillo, acentuados con rosa. Los sujetos, ya fueran figuras o formas en reposo, pintaban como ella los veía sin movimiento ni desnudez. Las formas estancadas fueron un comentario de las restricciones en su vida.
En 1934, con el ascenso del autoritario presidente Rafael Trujillo, Abigail Mejía dirigió a la AFD a alinearse con Trujillo con la esperanza de un aumento de los derechos de las mujeres. En ese año se realizó una votación de prueba para ver cómo votarían las mujeres si se les concediera el sufragio y Mejía declaró que "votaron 96.427 mujeres feministas y trujillistas ". A cambio de su apoyo, Trujillo revisó el código civil para otorgar a las mujeres la ciudadanía plena en 1940. Al año siguiente, Mejía murió y Weber ascendió a la oficina de directora general de la AFD, sin dejar de presionar por más derechos. Al mismo tiempo, en 1941, Weber y su hijo Rodolfo trabajaron juntos para establecer el Club Literario Recreativo Alfa & Omega. Realizado en la casa de Weber y dirigido por Rodolfo, con el asesoramiento de Weber, el club funcionaba como un salón literario y musical, donde los miembros actuaban y criticaban obras artísticas. En 1942, la AFD se convirtió en la Sección Femenina del Partido Dominicano, perdiendo la autonomía del club. Había pocas opciones, ya que solo los miembros del partido podían movilizarse y ser políticamente activos. Ese mismo año, se garantizó a las mujeres la igualdad de acceso a la educación y al empleo, se concedió a las mujeres casadas igualdad civil con sus cónyuges y todas las mujeres obtuvieron el sufragio.
Con el impulso por los derechos civiles y políticos, el enfoque de Weber cambió a su vida personal. Se casó con el exiliado español Álvaro Cartea Bonmatí. Durante la década de 1942 a 1952, publicó la mayoría de sus obras, entre las que se encuentran Los viajeros (1944), Apuntes (1949), Los bellos designios (1949) y Dora y otros cuentos (1952). En 1952, Alfa y Omega Club se retiraron debido a las acusaciones de Trujillo de que Rodolfo estaba conspirando contra el gobierno y propagando doctrinas comunistas. En 1960, Weber entró en la etapa final de su trayectoria pictórica. Las primeras obras se movieron hacia el impresionismo, con su paleta de cuatro colores habitual complementada con azules y violetas. Hacia el final de la década, sus obras se movieron hacia el expresionismo abstracto, utilizando una gama más amplia de colores que incorporan luces blancas brillantes, azules celestes, tonos lila, naranja y violeta. En 1969, prepara su primera muestra individual de 42 lienzos, que fue bien recibida por los críticos, quienes elogiaron sus paisajes como pictóricos y llenos de intensa emoción con un sentido equilibrado de armonía y color. Por la misma época, Pedro René Contín Aybar, publicó doce fotografías de la obra de Weber tomadas por Napoleón Leroux en un volumen, Exposición de Delia Weber.

## Muerte y legado
Weber falleció el 28 de diciembre de 1982 en la casa familiar de la calle Arzobispo Meriño. Fue enterrada en el cementerio Cristo Redentor después de una ceremonia para familiares y amigos.

## Trabajos seleccionados

### Pinturas
- Del tocador (1932)[6]
- El estudiante (1932)[9]
- Jarrón con flores y libros (1940)[6]
- Del agua
- Paisaje crepuscular
- Arbustos en el río
- Flores
- Paisaje azul
- Bodegón
- Hora violeta
- Girasoles
- Cima blanca
- Paisaje Marino
- Marina
- Margaritas (1968)[9]
- Desequilibrio cósmico (1971)
- El último paisaje (1980)

### Poemas[4]
- Ascuas vivas (1939)
- Encuentro (1939)
- Apuntes (1949)
- Espigas al sol (1959)
- Estancia (1972)[12]

### Obras de teatro[4]
- Los viajeros (1944)
- Los Bellos designios / Lo eterno (1949)

### Narrativas[4]
- Dora y otros cuentos (1952)